# Territori Britànic de l'Oceà Índic
El Territori Britànic de l'Oceà Índic (en anglès British Indian Ocean Territory, BIOT) és un conjunt d'unes 2.300 illes situades al mig de l'oceà Índic que està sota la jurisdicció del Regne Unit.

## Geografia

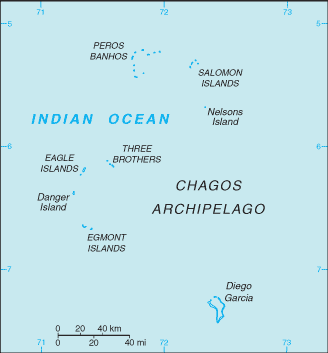
Mapa del Territori Britànic de l'Oceà Índic

El territori és un arxipèlag de 2.300 illes i atols, la major de les quals és l'illa de Diego Garcia. El terreny no és gaire elevat. El clima és de tipus tropical, amb vents càlids, humits i moderats.
La majoria de les illes no té cap carretera. Els mitjans de transport habituals són la bicicleta, i els transports marítims. L'únic aeroport està situat a la base militar de l'illa de Diego Garcia.

## Història
Les illes de l'anomenat arxipèlag Chagos foren descobertes per Vasco de Gama a principis del segle xvi. Dos segles després passaren a la jurisdicció francesa, com a part de l'illa Maurici. Però el 1810 Maurici fou conquerida pels britànics, de forma que els territoris van haver de ser cedits (mitjançant el tractat de París de 1814). En el segle xix s'hi estableix població agrícola i s'hi conrea copra.
El 1965 el Regne Unit escindeix l'arxipèlag Chagos de l'illa Maurici, i les illes Aldabra, Farqhuar i Desroches (o Des Roches) de les Seychelles per a constituir els Territori Britànic de l'Oceà Índic. L'origen d'aquesta reorganització estava en la voluntat de construir-hi instal·lacions militars pel benefici mutu del Regne Unit i dels Estats Units d'Amèrica. El nou territori s'estableix oficialment el 8 de novembre de 1965.
El 1966 el govern britànic comprà totes les plantacions de copra, les tancà i feu migrar tota la població de l'illa de Diego Garcia i altres (anomenada Îlois) a l'illa Maurici.
Finalment, el 1971 britànics i estatunidencs signen un tractat pel qual l'illa de Diego Garcia passa a estar sota jurisdicció de l'exèrcit estatunidenc. S'hi construeix una gran base aèria i naval, utilitzada per exemple en els darrers conflictes al golf Pèrsic (guerra Iran-Iraq, guerra del Golf i la invasió de l'Iraq de 2003).
El 23 de juny de 1976 Aldabra, Farqhuar i Desroches foren retornades a les Seychelles.
En els anys 1980, Maurici i Seychelles clamen pels territoris sota l'argument de la il·legalitat de les cessions de territoris del 1965, amb el suport dels îlois expulsats de l'illa Diego Garcia. L'any 2000 el Tribunal Suprem britànic va declarar il·legal la mesura d'expulsió, però la decisió fou recorreguda pel govern britànic. Recentment l'assumpte està en mans del Tribunal Europeu dels Drets Humans.

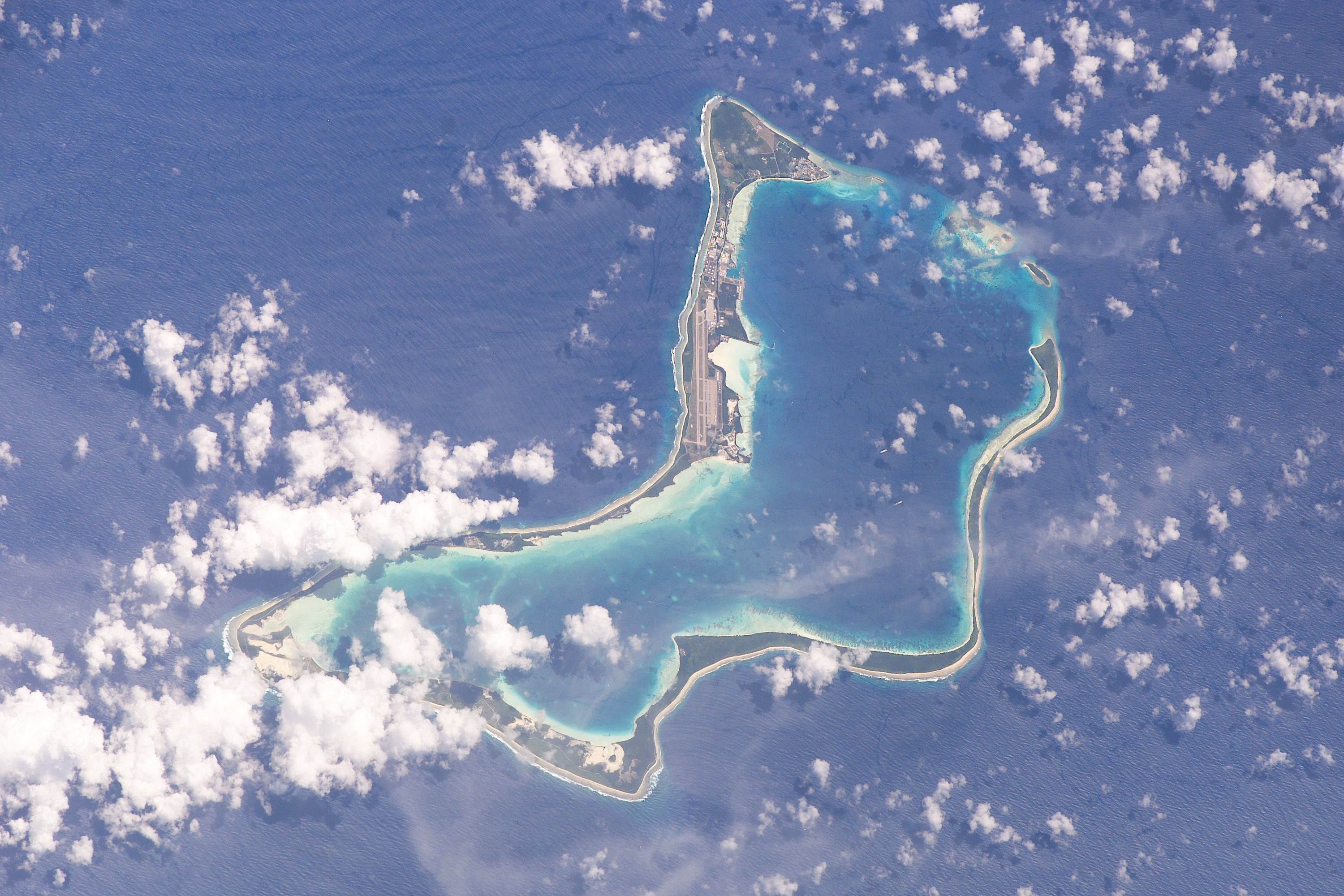
Illa de Diego Garcia.